# طوبوغرافيا مسيحية

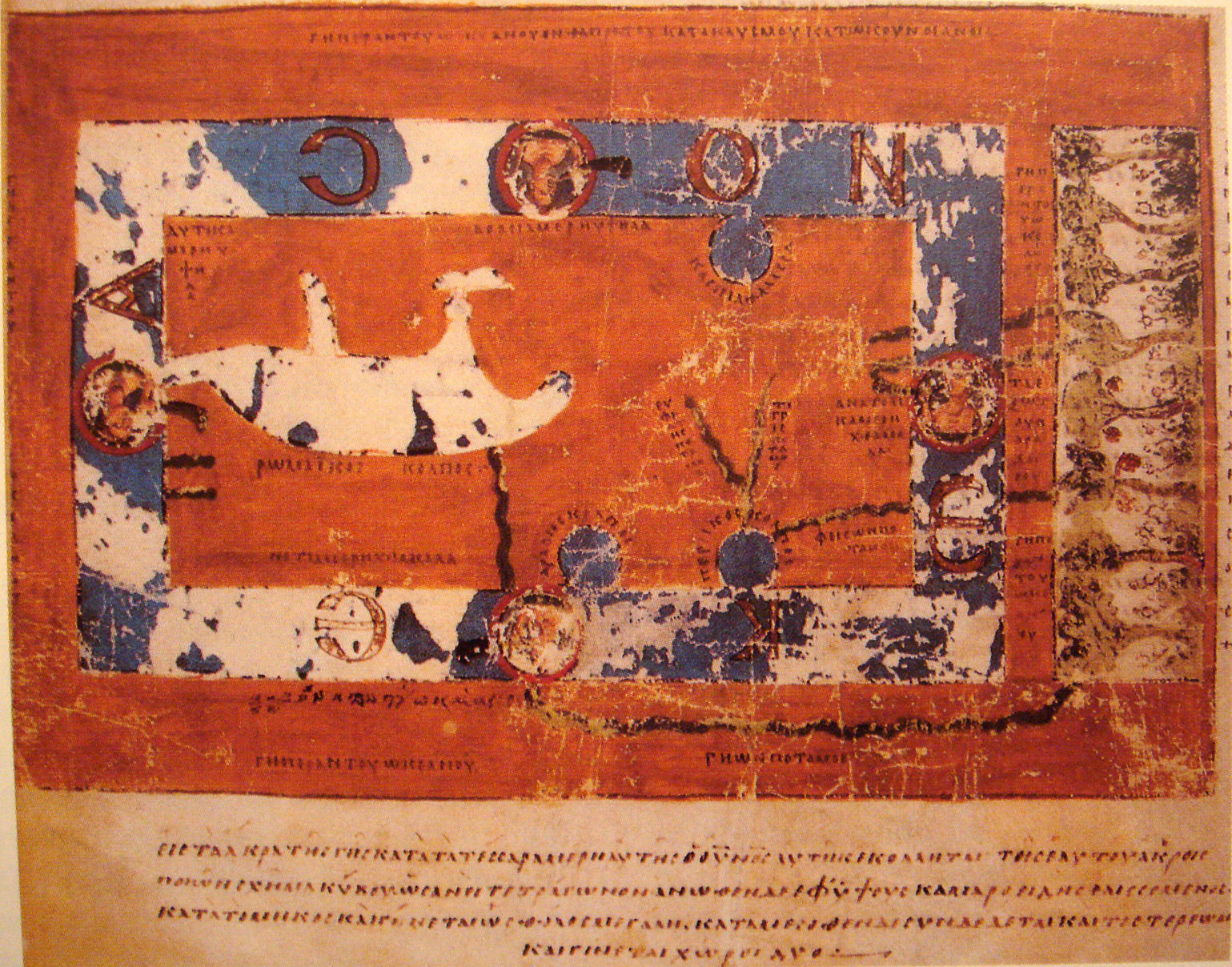
خريطة العالم القديم، من "الطوبوغرافيا المسيحية" بواسطة الراهب كوزماس إنديكوبليستس.

الطوبوغرافيا المسيحية (بالإنجليزية: Christian Topography)‏(العنوان الأصلي اليوناني Χριστιανικὴ Τοπογραφία، العنوان اللاتيني طوبوغرافيا كريستينا) هو عمل يعود تاريخه إلى القرن السادس، وهو واحد من أوائل المقالات التي تمت كتابتها عن الجغرافيا العلمية كتبه مؤلف مسيحي. وقد أعد هذا العمل كوزماس إنديكوبليستس بحيث يكون خمسة كتب في الأصل ثم ازداد ليصبح من عشرة إلى اثني عشر كتابًا في حوالي عام 550 بعد الميلاد. ويطرح العمل فكرة أن العالم مسطح، وأن السماوات تأخذ شكل صندوق بغطاء منحني، ويهاجم بشكل خاص فكرة أن السماوات كروية ومتحركة، وهو ما يعرف الآن باسم نموذج مركزية الأرض بالكون. ويستشهد المؤلف بمقاطع من الكتاب المقدس الذي يفسره أصلاً لدعم أطروحته الأكاديمية، ويحاول أن يناقش فكرة كروية الأرض عن طريق وصمها «بالوثنية». ومن الإشارات المبكرة على هذا العمل التي لا تزال موجودة حتى الآن عمل للقديس فوتيوس الأول، بطريرك القسطنطينية في القرن التاسع بعد الميلاد. وقد أدان فوتيوس أسلوب وبناء الجملة في النص فضلاً عن أمانة المؤلف. ويميل الكتَّاب الأحدث إلى الاتفاق مع فوتيوس حول النقاط الأسلوبية، ولكنهم يرون أن المؤلف أمين عمومًا في نقله للمراجع الجغرافية والتاريخية. في هذا الإطار، قال إدوارد جيبون، على سبيل المثال، «اختلط هراء الراهب مع المعرفة العملية للمسافر» واستخدمه في كتابة تاريخ أفول وسقوط الإمبراطورية الرومانية (The History of the Decline and Fall of the Roman Empire). (The History of the Decline and Fall of the Roman Empire).

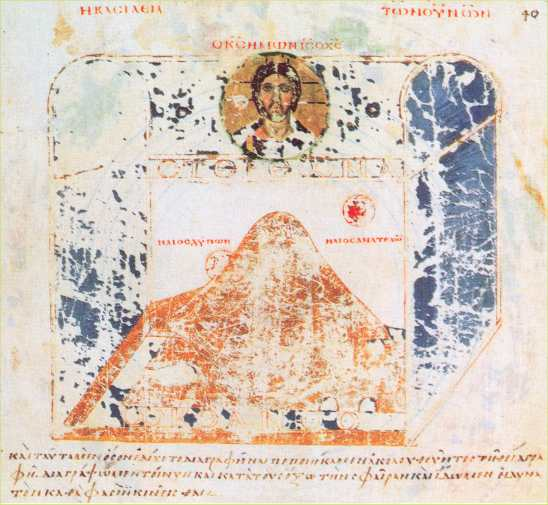
يأخذ العالم وفق الكتاب شكلاً متوازي الأضلاع.

كثيرًا ما يتم الاستشهاد بالطوبوغرافيا كدليل على أن المسيحية طرحت على العالم فكرة سطحية الأرض، وأدخلته في عصور الجهل. وخصصت الصفحات الأخيرة من العمل لدحض نقد زملائه الرهبان حول الإدعاء بأن ما كان يقوله خاطئًا. حيث أدان مرارًا وتكرارًا «هؤلاء المسيحيين الفاسقين... الذين يفضلون، من خلال حماقتهم الفاسدة أو شرهم الصريح، تبني الاعتقاد الوثني البائس الذي يقضي أن الأرض والسماء كرويتين، وأن هناك متقابلات حتى يسقط عليها المطر». وذكر ريمون بيزلي، في المجلد الأول من فجر الجغرافيا الحديثة (The Dawn of Modern Geography) (1897)،
ومع ذلك، فإن الكتاب لا يخلو من قيمة. حيث تعني «إنديكوبليستس» (Indicopleustes) «المسافر الهندي». وعلى الرغم من ذكر الأدب الكلاسيكي وجود تجارة بين الإمبراطورية الرومانية والهندية، كان كوزماس أحد الأفراد الذين قاموا بهذه الرحلة. وفي الواقع، نحن نعرف من كتابه أنه سافر كثيرًا إلى سواحل البحر الأحمر، وابتعد أكثر من ذلك حتى وصل إلى سريلانكا. وهكذا وصف ورسم بعضًا مما رآه في كتابه طوبوغرافيا. وقد نُسخ بعض منها فيما بعد في المخطوطات القائمة.
وعلى الرغم من عدم تفسيره لعلم الكون، برهن كوزماس على أنه معلم مثير للاهتمام ويمكن الاعتماد عليه، لأنه الشخص الذي فتح نافذة على العالم الذي اختفى منذ ذلك الحين. كما صادف وجوده في إثيوبيا عندما كان ملك مملكة أكسوم يستعد للإعلان عن الحملة العسكرية 522 أو 525 بعد الميلاد لمهاجمة اليهود العرب في اليمن. وسجل النقوش التي اختفت الآن مثل Monumentum Adulitanum (والتي نسبها عن طريق الخطأ إلى بطليموس الثالث يورجيتيس).

## المخطوطات
هناك ثلاث مخطوطات كاملة تقريبًا يعرف بوجودها حتى الآن. ويعود أقدمها وأفضلها إلى القرن التاسع، وتوجد في مكتبة الفاتيكان. ولا يوجد من هذا النص سوى عشرة كتب. كما توجد مخطوطتان ترتبطان بها ارتباطًا وثيقًا وتعودان للقرن الحادي عشر، واحدة من دير القديسة كاترين (سيناء) والأخرى ربما تكون في الأصل من دير إيفرون بجبل آثوس، حيث تحتوي على اثني عشر كتابًا وتعليقًا على الأنبياء بنفس الترتيب الذي فضله ثيودور المصيصي مقارنة بترتيب السبعونية. وقد يكون الكتابان الحادي عشر والثاني عشر أجزاء من أعمال أخرى لنفس المؤلف. وتظهر أجزاء من الكتاب الخامس في كثير من الأحيان بوصفها تعليقات هامشية حول المزامير، وهو الاسم الذي يطلق على الكاتب في هذه التعليقات ويتم استخدامه الآن.

## وصلات خارجية
- The Christian Topography by Cosmas Indicopleustes (trans. J. W. McCrindle)
- Χριστιανικὴ Τοπογραφία Original Greek text